# ویتیهم
ویتیهم (به انگلیسی: Withyham) یک روستا و محله مدنی در بریتانیا است که در ویلدن واقع شده‌است. ویتیهم ۳۶٫۸ کیلومتر مربع مساحت و ۲٬۶۵۴ نفر جمعیت دارد.